# (612600) 2003 SM84
(612600) 2003 SM84 – planetoida należąca do grupy Amora i obiektów NEO. Została odkryta 20 września 2003 roku w ramach programu LINEAR. Nazwa planetoidy jest oznaczeniem tymczasowym.

## Orbita
(612600) 2003 SM84 okrąża Słońce w ciągu 1 roku i 71 dni w średniej odległości 1,13 j.a. Nachylenie jej orbity względem ekliptyki to 2,79°, a mimośród jej orbity wynosi 0,08.

## Misja badawcza
Planetoida (612600) 2003 SM84 była rozpatrywana przez Europejską Agencję Kosmiczną jako kandydat na cel anulowanej misji Don Quijote, która miała zbadać wpływ zderzenia statku kosmicznego z planetoidą.